# 1954-es atlétikai Európa-bajnokság
Az 1954-es atlétikai Európa-bajnokságot augusztus 25. és augusztus 29. között rendezték Bernben, Svájcban. Az Eb-n 35 versenyszám volt.

## A magyar sportolók eredményei
Magyarország az Európa-bajnokságon 41 sportolóval képviseltette magát.
Érmesek
| Érem  | Versenyző                                                 | Versenyszám     | Dátum         |
| ----- | --------------------------------------------------------- | --------------- | ------------- |
| Arany | Szentgáli Lajos                                           | 800 m           | augusztus 28. |
| Arany | Rozsnyói Sándor                                           | 3000 m akadály  | augusztus 28. |
| Arany | Földessy Ödön                                             | Távolugrás      | augusztus 28. |
| Arany | Zarándi László Varasdi Géza Csányi György Goldoványi Béla | 4 × 100 m       | augusztus 29. |
| Ezüst | Kovács József                                             | 10 000 m        | augusztus 25. |
| Bronz | Adamik Zoltán                                             | 400 m           | augusztus 27. |
| Bronz | Róka Antal                                                | 50 km gyaloglás | augusztus 27. |
| Bronz | Szécsényi József                                          | Diszkoszvetés   | augusztus 28. |
| Bronz | Csermák József                                            | Kalapácsvetés   | augusztus 29. |

## Éremtáblázat
(A táblázatban a rendező nemzet és Magyarország eltérő háttérszínnel kiemelve.)
| Helyezés | Nemzet         | Arany | Ezüst | Bronz | Összesen |
| 1.       | Szovjetunió    | 16    | 11    | 8     | 35       |
| 2.       | Csehszlovákia  | 4     | 2     | 5     | 11       |
| 3.       | Magyarország   | 4     | 1     | 4     | 9        |
| 4.       | Nagy-Britannia | 3     | 4     | 7     | 14       |
| 5.       | NSZK           | 2     | 4     | 3     | 9        |
| 6.       | Finnország     | 2     | 3     | 3     | 8        |
| 7.       | Svédország     | 1     | 2     | 0     | 3        |
| 8.       | Franciaország  | 1     | 1     | 1     | 3        |
| 8.       | Lengyelország  | 1     | 1     | 1     | 3        |
| 8.       | Olaszország    | 1     | 1     | 1     | 3        |
| 11.      | Norvégia       | 0     | 1     | 2     | 3        |
| 12.      | Hollandia      | 0     | 1     | 0     | 1        |
| 12.      | Románia        | 0     | 1     | 0     | 1        |
| 12.      | Dánia          | 0     | 1     | 0     | 1        |
| 12.      | Belgium        | 0     | 1     | 0     | 1        |
| Összesen | Összesen       | 35    | 35    | 35    | 105      |

## Érmesek
- WR – világrekord
- CR – Európa-bajnoki rekord

### Férfi
| Versenyszám     | Arany                                                                                             | Arany     | Ezüst                                                                       | Ezüst     | Bronz                                                                             | Bronz     |
| --------------- | ------------------------------------------------------------------------------------------------- | --------- | --------------------------------------------------------------------------- | --------- | --------------------------------------------------------------------------------- | --------- |
| 100 m           | Heinz Fütterer · NSZK                                                                             | 10,5      | René Bonino · Franciaország                                                 | 10,6      | George Ellis · Nagy-Britannia                                                     | 10,7      |
| 200 m           | Heinz Fütterer · NSZK                                                                             | 20,9      | Ardalion Ignatyev · Szovjetunió                                             | 21,1      | George Ellis · Nagy-Britannia                                                     | 21,2      |
| 400 m           | Ardalion Ignatyev · Szovjetunió                                                                   | 46,6      | Voitto Hellstén · Finnország                                                | 47,0      | Adamik Zoltán · Magyarország                                                      | 47,6      |
| 800 m           | Szentgáli Lajos · Magyarország                                                                    | 1:47,1    | Lucien De Muynck · Belgium                                                  | 1:47,3    | Audun Boysen · Norvégia                                                           | 1:47,4    |
| 1500 m          | Roger Bannister · Nagy-Britannia                                                                  | 3:43,8    | Gunnar Nielsen · Dánia                                                      | 3:44,4    | Stanislav Jungwirth · Csehszlovákia                                               | 3:45,4    |
| 5000 m          | Vlagyimir Kuc · Szovjetunió                                                                       | 13:56,6   | Christopher Chataway · Nagy-Britannia                                       | 14:08,8   | Emil Zátopek · Csehszlovákia                                                      | 14:10,2   |
| 10 000 m        | Emil Zátopek · Csehszlovákia                                                                      | 28:58,0   | Kovács József · Magyarország                                                | 29:25,8   | Frank Sando · Nagy-Britannia                                                      | 29:27,6   |
| Maraton         | Veikko Karvonen · Finnország                                                                      | 2:24:51,6 | Borisz Grisajev · Szovjetunió                                               | 2:24:55,8 | Ivan Filin · Szovjetunió                                                          | 2:25:26,6 |
| 4 × 100 m váltó | Magyarország · Zarándi László · Varasdi Géza · Csányi György · Goldoványi Béla                    | 40,6      | Nagy-Britannia · Kenneth Box · George Ellis · Kenneth Jones · Brian Shenton | 40,8      | Szovjetunió · Borisz Tokarev · Viktor Rjabov · Levan Szanadze · Leonyid Bartenyev | 40,9      |
| 4 × 400 m váltó | Franciaország · Claude Haarhoff · Jacques Degats · Jean-Paul Martin du Gard · Jean-Pierre Goudeau | 3:08,7    | NSZK · Hans Geister · Helmut Drehen · Heinz Ulzheimer · Karl-Friedrich Haas | 3:08,8    | Finnország · Raimo Graeffe · Sven-Oswald Mildh · Rolf Back · Voitto Hellstén      | 3:11,5    |
| 110 m gát       | Jevgenyij Bulancsik · Szovjetunió                                                                 | 14,4      | JJack Parker · Nagy-Britannia                                               | 14,6      | Berthold Steines · NSZK                                                           | 14,7      |
| 400 m gát       | Anatolij Julin · Szovjetunió                                                                      | 50,5      | Jurij Litujev · Szovjetunió                                                 | 50,8      | Sven-Oswald Mildh · Finnország                                                    | 51,5      |
| 3000 m akadály  | Rozsnyói Sándor · Magyarország                                                                    | 8:49,6    | Olavi Rinteenpää · Finnország                                               | 8:52,4    | Ernst Larsen · Norvégia                                                           | 8:53,2    |
| 10 km gyaloglás | Josef Doležal · Csehszlovákia                                                                     | 45:01,8   | Anatolij Jegorov · Szovjetunió                                              | 45:53,0   | Szergej Lobasztov · Szovjetunió                                                   | 46:21,8   |
| 50 km gyaloglás | Vlagyimir Uhov · Szovjetunió                                                                      | 4:22:11,2 | Josef Doležal · Csehszlovákia                                               | 4:25:07,4 | Róka Antal · Magyarország                                                         | 4:31:32,2 |
| Magasugrás      | Bengt Nilsson · Svédország                                                                        | 202 cm    | Jiří Lanský · Csehszlovákia                                                 | 198 cm    | Jaroslav Kovář · Csehszlovákia                                                    | 196 cm    |
| Távolugrás      | Földessy Ödön · Magyarország                                                                      | 751 cm    | Zbigniew Iwański · Lengyelország                                            | 746 cm    | Ernest Wanko · Franciaország                                                      | 741 cm    |
| Rúdugrás        | Eeles Landström · Finnország                                                                      | 440 cm    | Ragnar Lundberg · Svédország                                                | 440 cm    | Jeff Elliott · Nagy-Britannia                                                     | 430 cm    |
| Hármasugrás     | Leonyid Scserbakov · Szovjetunió                                                                  | 15,90 m   | Roger Norman · Svédország                                                   | 15,17 m   | Martin Řehák · Csehszlovákia                                                      | 15,10 m   |
| Súlylökés       | Jiří Skobla · Csehszlovákia                                                                       | 17,20 m   | Oto Grigalka · Szovjetunió                                                  | 16,69 m   | Heino Heinaste · Szovjetunió                                                      | 16,27 m   |
| Diszkoszvetés   | Adolfo Consolini · Olaszország                                                                    | 53,44 m   | Giuseppe Tosi · Olaszország                                                 | 53,34 m   | Szécsényi József · Magyarország                                                   | 51,58 m   |
| Gerelyhajítás   | Janusz Sidło · Lengyelország                                                                      | 76,35 m   | Vlagyimir Kuznyecov · Szovjetunió                                           | 74,61 m   | Soini Nikkinen · Finnország                                                       | 73,38 m   |
| Kalapácsvetés   | Mihail Krivonoszov · Szovjetunió                                                                  | 63,34 m   | Sverre Strandli · Norvégia                                                  | 61,07 m   | Csermák József · Magyarország                                                     | 59,72 m   |
| Tízpróba        | Vaszilij Kuznyecov · Szovjetunió                                                                  | 6752 pont | Torbjörn Lassenius · Finnország                                             | 6424 pont | Heinz Oberbeck · NSZK                                                             | 6263 pont |

### Női
| Versenyszám     | Arany                                                                       | Arany     | Ezüst                                                                   | Ezüst     | Bronz                                                                          | Bronz     |
| --------------- | --------------------------------------------------------------------------- | --------- | ----------------------------------------------------------------------- | --------- | ------------------------------------------------------------------------------ | --------- |
| 100 m           | Irina Turova · Szovjetunió                                                  | 11,8      | Bertha van Duyne · Hollandia                                            | 11,9      | Anne Pashley · Nagy-Britannia                                                  | 11,9      |
| 200 m           | Marija Itkina · Szovjetunió                                                 | 24,3      | Irina Turova · Szovjetunió                                              | 24,4      | Shirley Hampton · Nagy-Britannia                                               | 24,4      |
| 800 m           | Nyina Otkalenko · Szovjetunió                                               | 2:08,8    | Diane Leather · Nagy-Britannia                                          | 2:09,8    | Ljudmila Liszenko · Szovjetunió                                                | 2:11,2    |
| 80 m gát        | Marija Golubnyicsaja · Szovjetunió                                          | 11,0      | Anneliese Seonbuchner · NSZK                                            | 11,2      | Pamela Seaborne · Nagy-Britannia                                               | 11,3      |
| 4 × 100 m váltó | Szovjetunió · Vera Krepkina · Rimma Uliskina · Marija Itkina · Irina Turova | 45,8      | NSZK · Irmgard Egert · Charlotte Bohmer · Irene Brutting · Maria Sander | 46,3      | Olaszország · Maria Musso · Giuseppina Leone · Letizia Bertoni · Milena Greppi | 46,6      |
| Magasugrás      | Thelma Hopkins · Nagy-Britannia                                             | 167 cm    | Balázs Jolán · Románia                                                  | 165 cm    | Olga Modrachová · Csehszlovákia                                                | 163 cm    |
| Távolugrás      | Jean Desforges · Nagy-Britannia                                             | 604 cm    | Alekszandra Csudina · Szovjetunió                                       | 593 cm    | Elżbieta Duńska · Lengyelország                                                | 583 cm    |
| Súlylökés       | Galina Zibina · Szovjetunió                                                 | 15,65 m   | Marija Kuznyecova · Szovjetunió                                         | 14,99 m   | Tamara Tiskevics · Szovjetunió                                                 | 14,78 m   |
| Diszkoszvetés   | Nyina Ponomarjova · Szovjetunió                                             | 48,02 m   | Irina Begljakova · Szovjetunió                                          | 45,79 m   | Galina Zibina · Szovjetunió                                                    | 44,77 m   |
| Gerelyhajítás   | Dana Zátopková · Csehszlovákia                                              | 52,91 m   | Virve Roolaid · Szovjetunió                                             | 49,94 m   | Nagyezsda Konyjajeva · Szovjetunió                                             | 49,49 m   |
| Ötpróba         | Alekszandra Csudina · Szovjetunió                                           | 4526 pont | Maria Sander · NSZK                                                     | 4485 pont | Maria Sturm · NSZK                                                             | 4357 pont |